# Дункан Айдахо
Дункан Айдахо (в др. переводе Данкан; англ. Duncan Idaho) — оружейный мастер дома Атрейдес, один из главных героев цикла романов Фрэнка Герберта Хроники Дюны, а также трилогии Прелюдия к Дюне, написанной Брайаном Гербертом и Кевином Андерсеном.

## Внешность
Дункан обладал кошачьей плавностью движений. Высокий, смуглый, круглолицый, с глубоко посаженными глазами и курчавыми чёрными волосами, он пользовался успехом у женщин. Во время службы у герцога Лето, в случае если нужно было проследить за дамой или выведать у неё информацию, посылали Айдахо.

## Биография
Родился и жил на Гьеди Прайм, пока его родители не были арестованы и убиты Глоссу Раббаном. Бежал на Каладан, обучался в Академии оружейных мастеров Дома Гинац. Погиб на Арракисе, защищая Пола Атрейдеса и его мать леди Джессику от сардаукаров, унеся с собой жизни 19 противников.

### Хейт
Впоследствии был воскрешён Бене Тлейлаксу и стал гхолой Хейтом — личным ментатом Муад’Диба. Возвратив себе память, женился на Алие, сестре Муад’Диба.

### Гхолы Дункана, служившие Лето Атрейдесу II
Позже другие его гхолы служили Лето II (правда, постоянно пытаясь поднять против него мятеж). Все гхолы, созданные для Лето II, руководили его женской армией — Говорящими Рыбами. В дальнейшем гхолы погибали по причине неудавшихся покушений на Лето. Один из гхол был генетически модифицирован Бене Тлейлаксу для убийства Тирана, остальные же самовольно поднимали мятеж.
Последний гхола, служивший Лето II, сумел удачно осуществить покушение на него, в результате чего стал правителем известной вселенной, поскольку Говорящие Рыбы последовали за ним. Он женился на Сионе Атрейдес.

### 12-й гхола Дункана, воспитанный Бене Гессерит
После смерти Тирана был воскрешён орденом Бене Гессерит в своих целях, после восстановления прежней памяти оказалось, что он обладает памятью всех предыдущих Дунканов Айдахо, включая оригинал. Исчез вместе с Майлзом Тегом в неизвестном направлении на корабле-невидимке.
После нескольких лет путешествий Дункан и команда корабля-невидимки «Итака» вступает в финальную битву на планете Синхрония, которая управляется искусственным разумом — Омниусом. В процессе этой битвы выясняется, что последний, самый великий Квисатц Хадерах — это именно Дункан, а не гхолы Пола Атрейдеса, два из которых претендовали на эту роль.

## Образ в экранизациях
Дункан Айдахо является одним из героев в фильме «Дюна» Дэвида Линча, где его роль исполнял Ричард Джордан. Также Айдахо является одним из центральных персонажей в мини-сериале «Дюна» (актёр Джеймс Уотсон). Однако в продолжении, в мини-сериале «Дети Дюны», было принято решение заменить актёра, роль Айдахо исполняет Эдвард Аттертон, который, по мнению критиков, справился с ней блестяще.
В экранизации 2021 года «Дюна» Дени Вильнёва роль Дункана Айдахо исполнил Джейсон Момоа. 